# Maackia
Maackia es un género de once especies de plantas fanerógamas en la familia Fabaceae, nativa del este de Asia.
Son árboles caducifolios de tamaño pequeño a medianos, que crecen generalmente de 10 a 15 m de alto. Las hojas son pinnado compuestas, con 7 a 17 hojitas. Las flores son fragantes, blancas, amarillentas, o verdosas, presentadas en racimos de 5 a 20 centímetros de largo. El fruto es una legumbre de 3 a 8 centímetros de largo, conteniendo de una a seis semillas.
Este género está relacionado con Cladrastis, diferenciándose en tener las hojitas dispuestas en pares opuestos (no de modo alterno), los brotes no se encuentran ocultos en la base de las hojas, y en las ramitas que no son frágiles.
Etimología
Maackia: nombre genérico que es llamado así por Maack Karlovich (Richard Maack), un explorador de Siberia del siglo XIX que descubrió el árbol en la región del río Amur en la frontera china siberiana.
Especies
- Maackia amurensis Rupr. & Maxim. Norte de China, Corea, norte de Japón, sureste de Siberia.
- Maackia australis (Dunn) Takeda. Sur de China.
- Maackia buergeri (Maxim.) Tatew.
- Maackia chekiangensis S.S.Chien. Este de China.
- Maackia ellipticocarpa Merr. Hong Kong.
- Maackia fauriei (H.Lév.) Takeda. Corea.
- Maackia floribunda (Miq.) Takeda. Centro y sur de Japón.
- Maackia honanensis L.H.Bailey
- Maackia hupehensis Takeda. China Central.
- Maackia hwashanensis W.T.Wang. China Central.
- Maackia taiwanensis Hoshi & Ohashi. Taiwán.
- Maackia tashiroi (Yatabe) Makino. Sur de Japón (Kyūshū, islas Ryukyu).
- Maackia tenuifolia (Hemsl.) Hand.-Mazz. Este de China.